# Kuczków (województwo wielkopolskie)
Kuczków – wieś w Polsce, położona w województwie wielkopolskim, w powiecie pleszewskim, w gminie Pleszew.
W latach 1954–1959 wieś należała i była siedzibą władz gromady Kuczków, po jej zniesieniu w gromadzie Ludwina. W latach 1975–1998 miejscowość administracyjnie należała do województwa kaliskiego.

## Położenie
Wieś oddalona jest 8 kilometrów od Pleszewa. Przez wieś przebiega droga krajowa nr 11, relacji Poznań - Katowice.

## Integralne części wsi
| SIMC    | Nazwa    | Rodzaj    |
| ------- | -------- | --------- |
| 0207050 | Chrzanów | część wsi |

## Zabytki
Opodal głównego skrzyżowania wznosi się neobarokowy kościół św. Marcina, zbudowany w 1927 r. wg projektu Stefana Cybichowskiego, z wieżą od północy. Poprzednio znajdowała się tu świątynia drewniana z ok. 1700 r., spalona w 1923 r. Wewnątrz znajdują się m.in. obraz Matki Boskiej z XVIII w. (w ołtarzu głównym) i późnogotycka rzeźba Matki Boskiej z Dzieciątkiem z pocz. XVI w. 
Dalej na południe rozciąga się pochodzący z połowy XIX w. gesty park (3,88 ha), o zróżnicowanym zadrzewieniu, z pozostałościami układu regularnego w części południowej. Wznosi się w nim pałac eklektyczny z połowy XIX w., poszerzony w końcu XIX w. o secesyjną wieżę w narożniku i ok. 1910 r. o obszerne skrzydło zachodnie. Obecnie mieści się w nim szkoła, która odremontowała budowlę w latach 1990-94.
Zachowało się częściowo ceglane ogrodzenie parku z końca XIX w. Przy zabudowaniach po zachodniej stronie parku rośnie pomnikowy okaz dębu o obw. 510 cm. Naprzeciw parku po drugiej stronie szosy zachowały się pozostałości folwarku ze spichrzem z 1894 r. i gorzelnią zbudowana po 1887 r.(Opracowanie: Stanisław Kałka)

## Historia
Pierwotnie było to gniazdo Kuczkowskich herbu Wąż. W pierwszej wzmiance z 1402 r. wspomniany jest Sandziwogius de Cuczkowo. Później wieś często zmieniała właścicieli. W 1789 r. liczyła 25 domów i 147 mieszkańców. Od 1827 r. należała do Taczanowskich, a przed 1896 r. przeszła w ręce niemieckiej rodziny Beckerów, która utworzyła tu majorat istniejący do 1945 r. Kościół tutejszy założyli Kuczkowscy w XV w.(Opracowanie: Stanisław Kałka)
18 maja 1896 w Kuczkowie urodził się major Jan Kłoś, kawaler Orderu Virtuti Militari.